# Truppenübungsplatz Zeithain

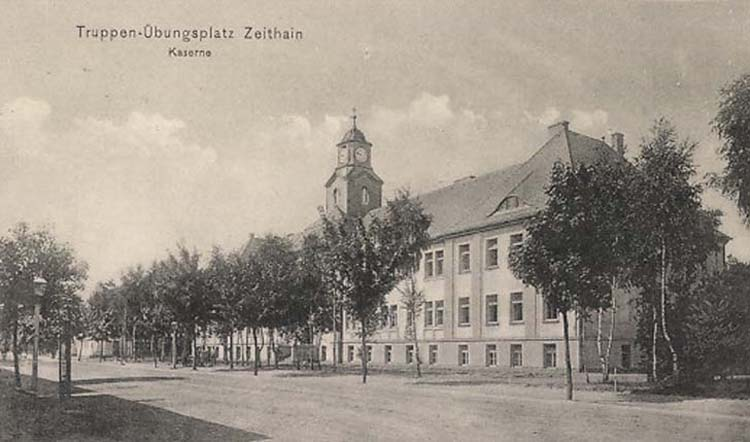
Ehemalige Kaserne des TÜP

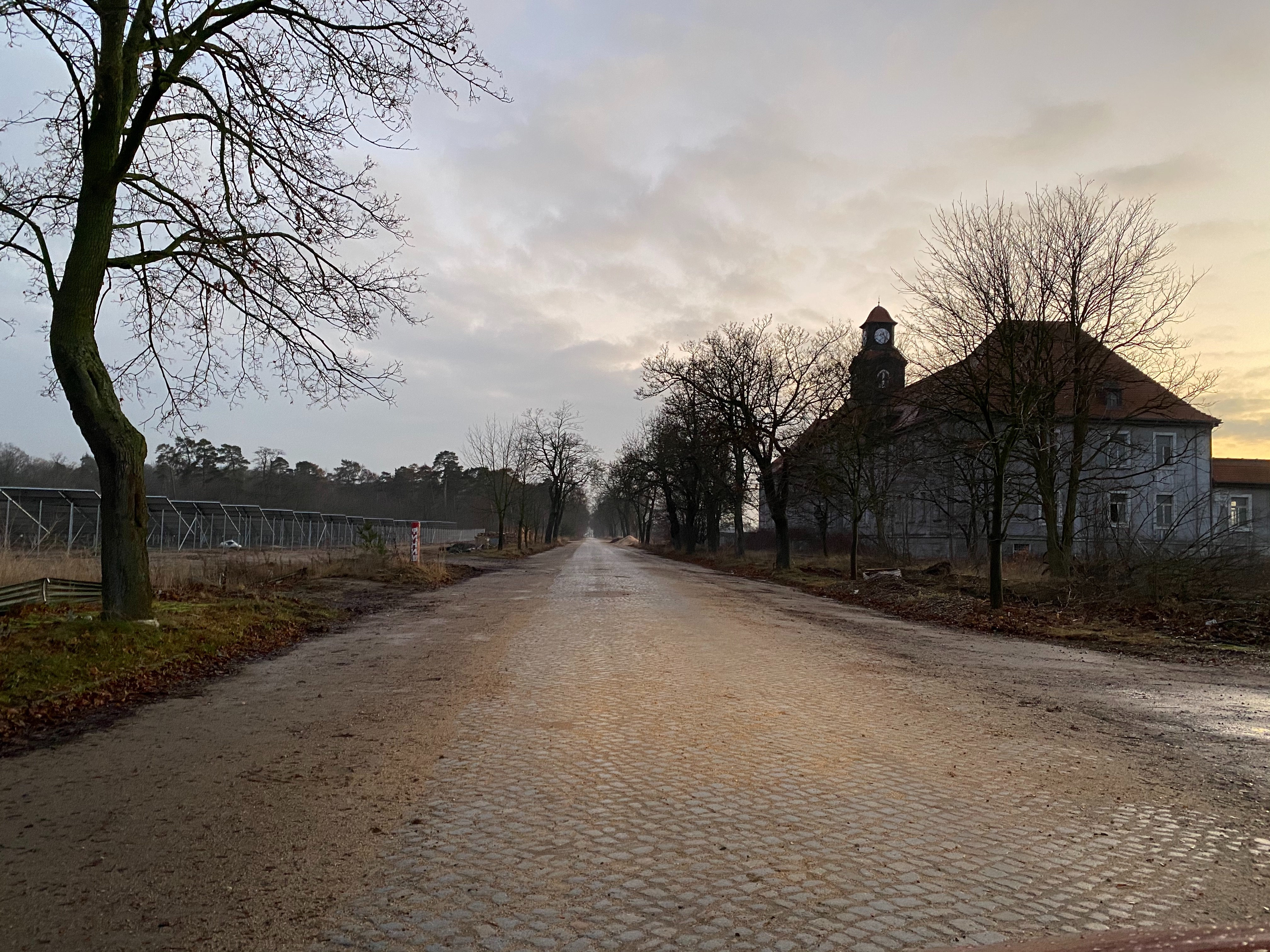
Kastanien-Ahorn-Allee, ehemals Kaiser Wilhelm Allee, Hauptweg durch das Gelände

Der Truppenübungsplatz Zeithain war einer der ältesten Truppenübungsplätze in Deutschland.
Ein Gelände östlich von Zeithain wurde erstmals 1730 während des Zeithainer Lustlagers durch die sächsische Armee unter dem sächsisch-polnischen Kurfürst-König August dem Starken zu Übungen verwendet.
In der Nähe des Ortes Zeithain wurde 1873 für die Dresdener Garnison der sächsischen Armee erstmals ein 3 km² großer ständiger Artillerieschießplatz eingerichtet. In mehreren Etappen wurde der Übungsplatz 1879, 1892, 1899 auf eine Fläche von knapp 100 km² erweitert. Im Jahr 1903 fand während des Kaisermanövers eine Kaiserparade in Zeithain statt. Von 1920 bis 1937 war der Truppenübungsplatz weitgehend entmilitarisiert. Nur die Füll- und Munitionsanstalt, die spätere Heeres-Munitionsanstalt (Muna) Zeithain, verblieb bis 1937 nordwestlich von Zeithain bei Gohlis.
Am 1. April 1937 wurde der Truppenübungsplatz nördlich von Zeithain neu eingerichtet. Für die Arbeiten auf dem Gelände wurden, nach Beginn des Deutsch-Sowjetischen Krieges 1941, sowjetische Kriegsgefangene zur Zwangsarbeit herangezogen, die auf dem Truppenübungsplatz sowie ab 1941 auch in dem nahen Stalag IV H untergebracht waren. Am 23. April 1945 besetzen sowjetische Truppen des Kavalleriekorps der 5. Gardearmee der 1. Ukrainischen Front den Truppenübungsplatz Zeithain.
Von 1953 bis 1956 wurde der Truppenübungsplatz zunächst durch die Sowjetarmee genutzt, von 1956 bis 1990 von der Nationalen Volksarmee (NVA) und zwischen 1992 und 1997 vom Heer der Bundeswehr.
Der ehemalige Truppenübungsplatz Zeithain mit noch etwa 40 km² genutzter Fläche wurde im Jahr 2007 aufgelassen und zum Naturschutzgebiet Gohrischheide und Elbniederterrassen umgewidmet.
Das Gelände weist erhebliche Rüstungsaltlasten und Blindgänger auf, die bei wiederholt auftretenden Waldbränden die Löscharbeiten erschweren, da jene Bereiche nicht durch Löschkräfte befahren bzw. betreten oder mit Löschflugzeugen überflogen werden dürfen. Gelegentlich wird es noch vom Kampfmittelbeseitigungsdienst Sachsen zur Sprengung von Munitionsresten verwendet, die nicht mehr zerlegt werden können.